# Kadom
Kadom – osiedle typu miejskiego w Rosji, w obwodzie riazańskim. W 2010 roku liczyło 5478 mieszkańców.